# Assassin's Creed: Bloodlines
Pour la série de jeux vidéo, voir Assassin's Creed.
Pour les articles homonymes, voir Bloodline.
Assassin's Creed: Bloodlines est un jeu vidéo d'action-aventure, développé par Griptonite Games et édité par Ubisoft, sorti en novembre 2009 sur PlayStation Portable (PSP). C'est un spin-off de la franchise Assassin's Creed faisant le lien entre les événements du premier Assassin’s Creed (2007) et ceux d'Assassin’s Creed II (2009).
Le joueur incarne Altaïr Ibn-La'Ahad, Maître Assassin de la Confrérie du Levant, dans une aventure se déroulant sur l’île de Chypre à l’automne 1191, un mois après la fin du premier jeu. L’intrigue suit la traque des derniers Templiers réfugiés sur l’île, alors qu’ils cherchent à exploiter des artefacts anciens, parmi lesquels la Pomme d’Éden. La relation entre Altaïr et Maria Thorpe, déjà rencontrée dans le premier volet, est développée, et de nouveaux antagonistes sont introduits.
Bloodlines conserve les mécaniques fondamentales de la série sur consoles de salon tout en les adaptant aux contraintes techniques de la PSP. Le jeu reçoit un accueil mitigé de la part de la critique, salué pour ses ambitions sur console portable mais critiqué pour sa réalisation et la répétitivité de son gameplay.

## Trame

### Univers
Assassin's Creed: Bloodlines se déroule en 1191, un mois après les faits relatés dans le premier Assassin's Creed, durant l'époque des croisades. Le théâtre des événements est l'île de Chypre, alors récemment conquise par les croisés et administrée comme une base stratégique dans l’Est de la Méditerranée. Ce contexte historique permet d'explorer les conséquences directes de la chute des Templiers en Terre sainte, ainsi que la réorganisation clandestine de l'ordre sous la direction d'Armand Bouchart, nouveau Grand Maître,. Le jeu met en scène les villes de Limassol et Kyrenia, ainsi que leurs ports, places fortes et souterrains, dans un environnement semi-historique. Ces décors marient des éléments médiévaux crédibles (architecture fortifiée, culture insulaire) à l’ambiance propre à la série, avec une esthétique de villes ouvertes et denses, propice à l’infiltration. Chypre devient ainsi un territoire de transition entre Orient et Occident, théâtre d’une nouvelle lutte entre les Assassins, représentés par Altaïr Ibn-La’Ahad, et les Templiers, en quête de la Pomme d'Éden,.
Bien que centré sur une reconstitution historique crédible, Bloodlines intègre également des éléments ésotériques à travers la relique de la Première Civilisation connue sous le nom de Pomme d'Éden. Cet artefact aux propriétés surnaturelles capable de manipuler les esprits est au cœur de l'intrigue,. L'univers du jeu s'enrichit aussi de figures mystiques, comme l’Oracle noir, et pose les jalons de la relation entre Altaïr et Maria, deux personnages opposés par leur camp, mais liés par leur destinée. L’ensemble s'inscrit dans la continuité narrative de la franchise, notamment en amorçant les événements développés ultérieurement dans Assassin's Creed Revelations et dans le roman La Croisade secrète.

### Personnages

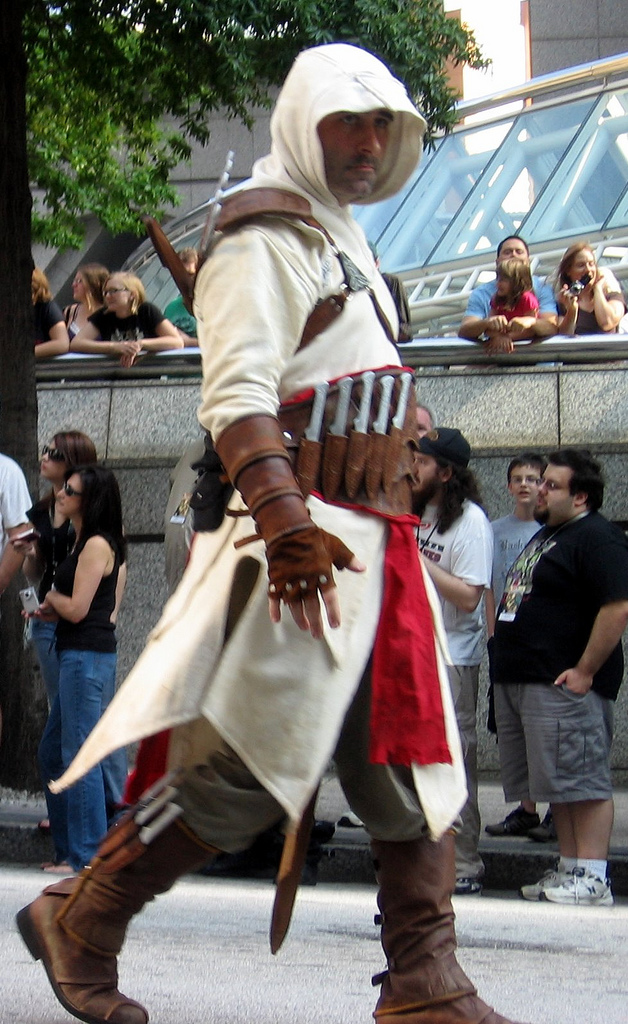
Cosplay du personnage d'Altaïr.

Le protagoniste principal de Bloodlines est Altaïr Ibn-La'Ahad, un Assassin de rang supérieur ayant défait les Templiers en Terre sainte dans le premier opus de la série. Dans Bloodlines, il poursuit sa mission en traquant les derniers Templiers réfugiés sur l'île de Chypre, avec pour objectif de les empêcher de mettre la main sur une relique de l'ancienne civilisation, la Pomme d’Éden,,. Il est accompagné dans cette aventure par Maria Thorpe,, ancienne Templière rencontrée dans le premier volet de la licence. Épargnée par Altaïr, elle devient une figure centrale de Bloodlines, marquée par une relation ambiguë et évolutive avec le héros. Leur alliance progressive constitue l'un des fils narratifs majeurs du jeu, annonçant des développements ultérieurs présentés notamment dans Assassin's Creed Revelations,.
L'antagoniste principal est Armand Bouchart, qui succède à Robert de Sablé au poste de Grand Maître de l'ordre des Templiers,. Il organise la reconstruction de l’ordre à partir de Chypre et orchestre la recherche de la Pomme d’Éden. Altaïr doit également affronter plusieurs lieutenants Templiers : Moloch surnommé « Le Taureau », ses fils Shalim et Shahar, Frédérick « le Rouge » et une mystérieuse figure surnommée l’Oracle noir,. Ces antagonistes sont dispersés à travers Limassol et Kyrenia, la principale ville du jeu,.
Le joueur croise aussi Markos, Barnabas et Alexander, membres de la résistance chypriote contre les Templiers, qui assistent ponctuellement Altaïr dans ses déplacements et ses objectifs. Bien que personnage secondaire, son rôle d'allié permet au joueur d’explorer davantage le contexte local de l’île à cette époque,.

### Lieux notables détaillés
Bien que l’action se déroule sur l’île de Chypre, dont la superficie est relativement restreinte, Bloodlines parvient à intégrer plusieurs sites historiques comme Acre, le château de Buffavento, le château de Kantara, le château de Kyrenia, le château de Limassol, le château de Saint-Hilarion, Kyrenia, et Limassol.

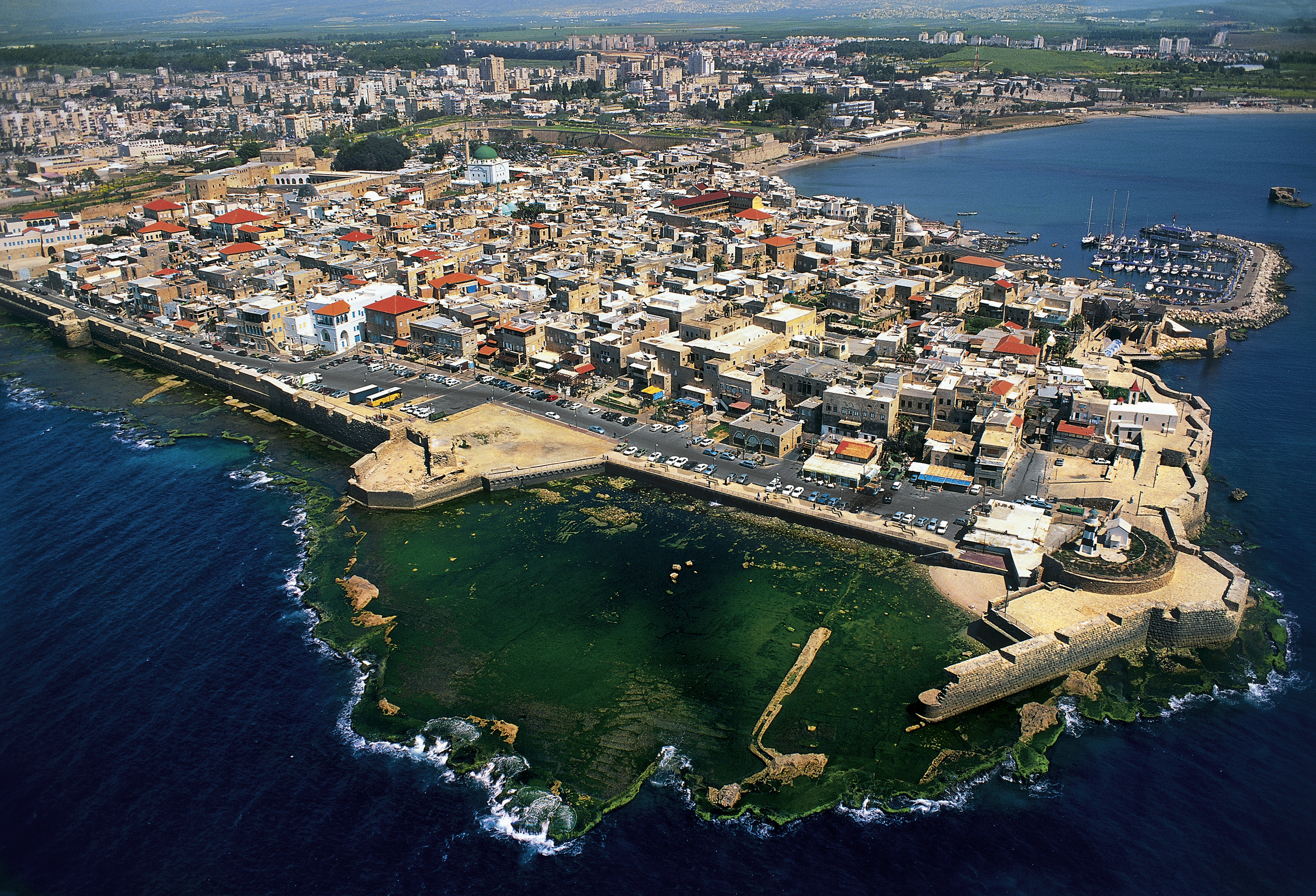
Ville d'Acre.
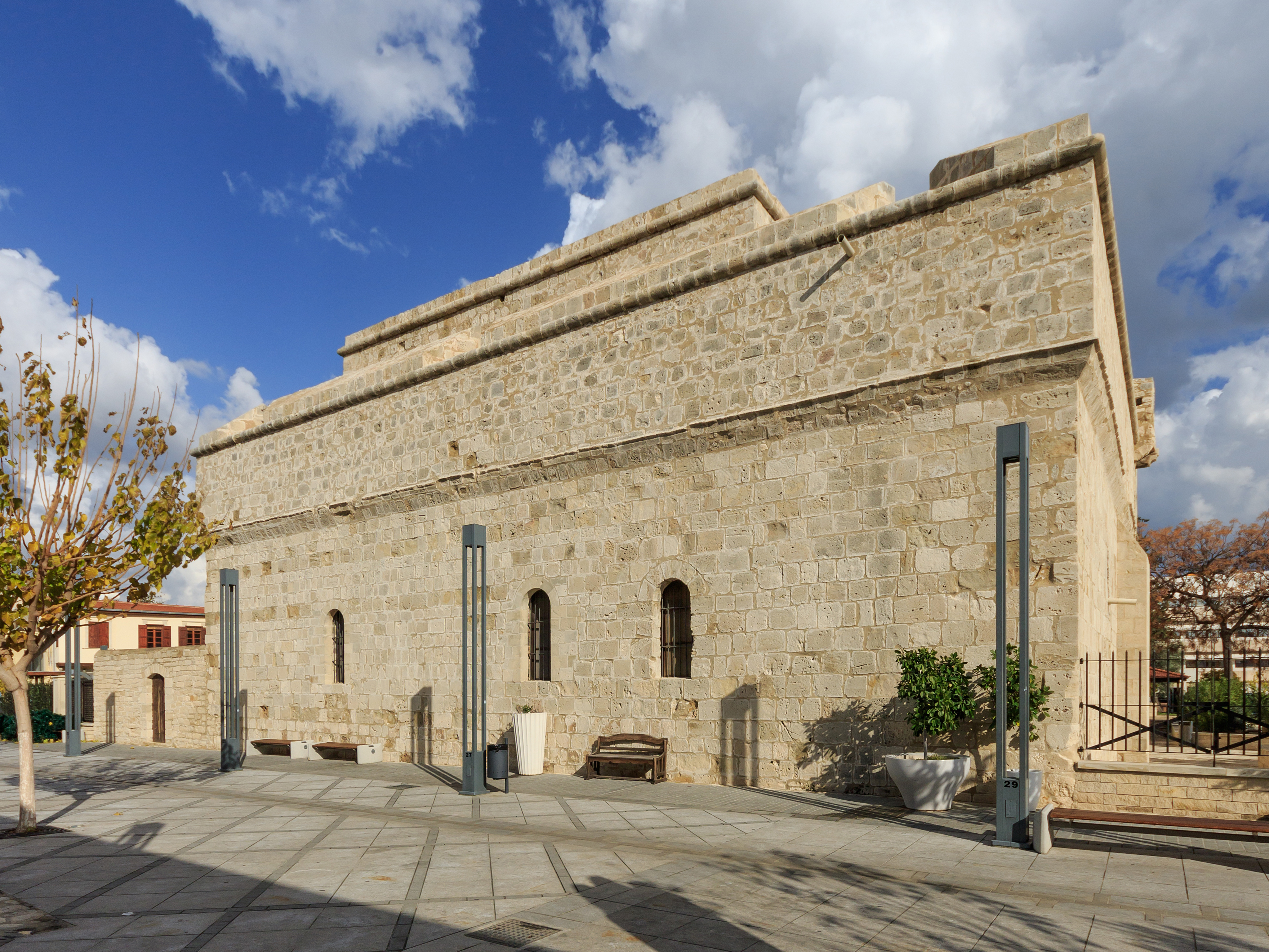
Château de Limassol.
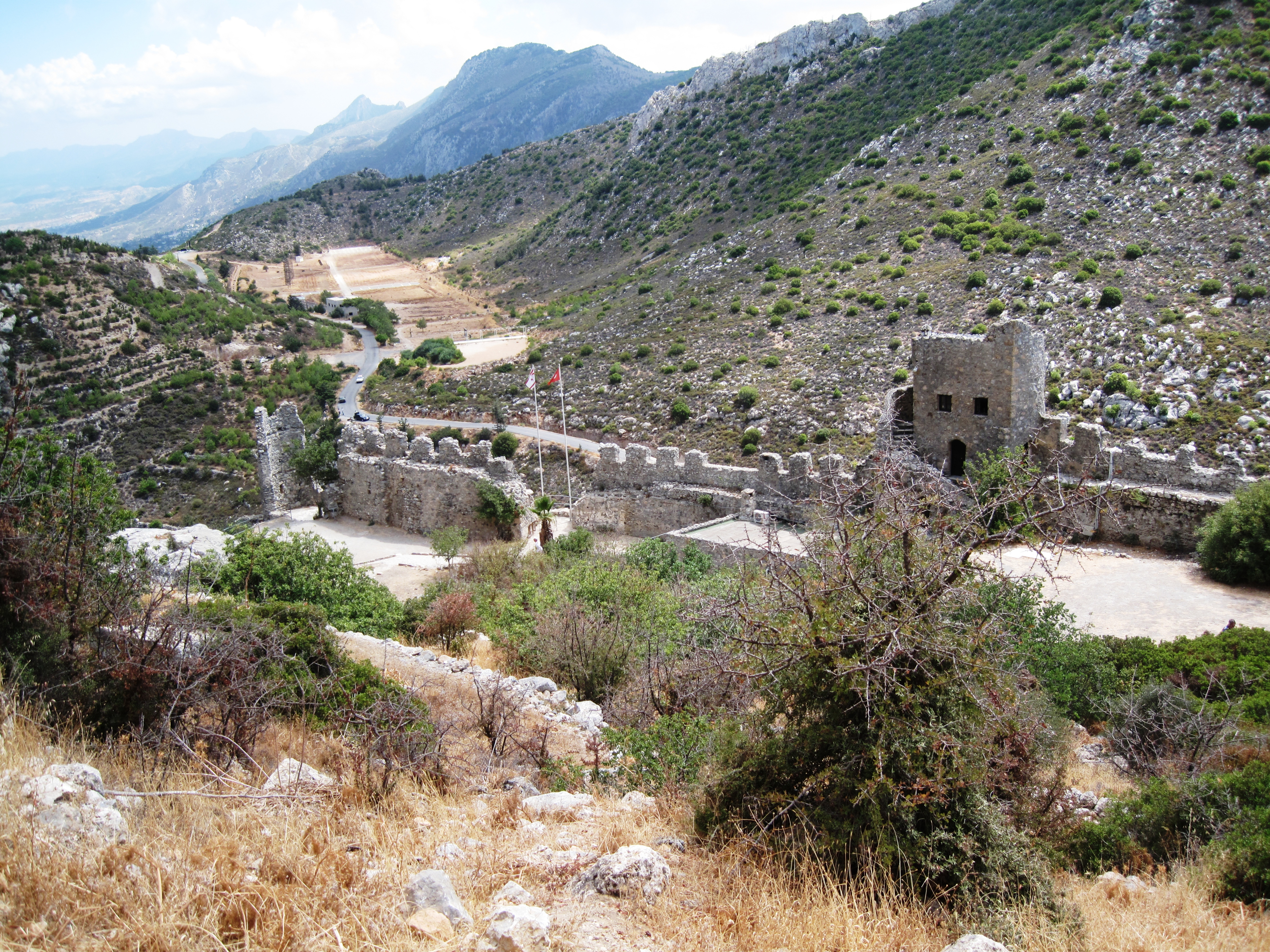
Ruines du château de Saint-Hilarion.

### Résumé
Assassin's Creed: Bloodlines se déroule à l'automne 1191, quelques semaines après les événements du premier Assassin’s Creed. Désormais Mentor de la Confrérie, Altaïr Ibn-La'Ahad découvre que les derniers Templiers ont fui la Terre sainte pour se réfugier sur l’île de Chypre, récemment acquise par l’Ordre auprès du roi Richard Cœur de Lion. Après avoir échoué à empêcher leur départ lors d’une infiltration à Acre, Altaïr capture Maria Thorpe, une ancienne Templière venue venger son maître, Robert de Sablé. Il se rend ensuite à Chypre, accompagné de Maria, afin d’éliminer les derniers Templiers et de contrecarrer leurs plans.
Sur l'île, contrôlée par les Templiers à travers un régime oppressif, Altaïr entre en contact avec un mouvement de résistance local. Il apprend que le nouveau Grand Maître de l'Ordre, Armand Bouchart, poursuit activement la recherche de la Pomme d'Éden, un artefact capable de manipuler les esprits, autrefois dissimulé par Al Mualim, maître d’Altaïr et traître à la Confrérie, secrètement allié aux Templiers. Celle-ci serait désormais cachée dans l’Archive des Templiers, un ancien complexe souterrain situé sous le château de Limassol, renfermant également des manuscrits et reliques d’une grande importance. Aidé par la résistance, Altaïr assassine les principaux lieutenants de Bouchart, Moloch « Le Taureau », Shalim et Shahar (fils de Moloch), Frédérick « Le Rouge », et l'Oracle noir, avant de localiser l’Archive. Alors que les artefacts sont évacués par les Templiers, il affronte et tue Bouchart dans les ruines en train de s’effondrer.
Le jeu approfondit aussi la relation entre Altaïr et Maria. D’abord hostile et sarcastique, Maria finit par s’ouvrir à l’Assassin, touchée par sa clémence et sa droiture malgré ses tentatives d’évasion. Elle finit par l’aider activement, allant jusqu’à éliminer une espionne Templière infiltrée dans la résistance. Tombée amoureuse, elle décide de quitter définitivement l’Ordre des Templiers et propose à Altaïr de voyager à ses côtés, ce qu’il accepte.

## Système de jeu
Bloodlines est un jeu d'action-aventure en vue à la troisième personne avec des éléments de jeu d'infiltration, dans lequel le joueur incarne Altaïr Ibn-La'Ahad. Contrairement au précédent spin-off de la série, Assassin's Creed: Altaïr's Chronicles, sorti sur Nintendo DS,, le gameplay de Bloodlines est non linéaire et s'apparente à celui du premier Assassin's Creed (2007), dont il reprend l’essentiel des mécaniques en s'adaptant aux contraintes techniques de la PlayStation Portable : le joueur progresse en semi-liberté dans un monde ouvert et peut accomplir certaines quêtes dans l'ordre de son choix. Le jeu se déroule sur l’île de Chypre — principalement dans les villes de Limassol et Kyrenia — et est découpé en sept chapitres. Les quêtes consistent généralement à atteindre furtivement un personnage et à l'interroger, à protéger une zone, ou encore à assassiner un personnage clé de l'histoire. Comme dans le premier jeu, Altaïr est amené à escalader divers bâtiments, à se battre contre des ennemis ou encore à rester hors de leur champ de vision en se fondant dans l'environnement.
Un tutoriel de quelques minutes se lance en début de partie et permet de se familiariser avec le système de contrôle. Ce dernier reste globalement similaire à celui de l'opus fondateur, incluant une distinction entre mouvements discrets (« profil passif ») et actions agressives ou visibles (« profil actif »),. De nombreuses fonctions sont néanmoins allégées ou supprimées pour convenir à la plateforme : ainsi, les mécaniques emblématiques de la série que sont la « vision d’aigle » et la possibilité de se mêler à un groupe d'érudits pour se fondre dans la foule sont ici absentes ; de plus, s'il est toujours possible de se dissimuler dans l’environnement — dans les meules de foins par exemple — les options d’infiltration sont réduites, ce qui la rend peu nécessaire,,.
La carte du monde, quoique plus réduite que dans les opus principaux, offre toujours des séquences de synchronisation depuis des points élevés pour dévoiler les emplacements de missions secondaires. La verticalité de l'environnement et la liberté de mouvement sont conservées grâce à la capacité d’Altaïr à escalader rapidement les bâtiments, bien que les animations soient allégées,. Le cheval, présent dans le premier épisode, est retiré à cause de la taille réduite de la carte et des limitations techniques de la PSP.
Le déroulement du jeu est plus linéaire que celui de son prédécesseur : les missions principales, de type « tuer », « escorter », « défendre » ou « interroger », sont organisées à la manière d’Assassin’s Creed II (2009) et s’enchaînent de manière continue, sans nécessiter d’enquêtes préliminaires (comme les écoutes ou les vols à la tire du premier opus),,. Le contenu secondaire inclut des objectifs annexes comme sauver des civils attaqués, livrer des messages ou intercepter des ennemis. La variété des quêtes secondaires est accrue par rapport au premier Assassin's Creed, mais leur exécution reste assez brève et scriptée.
Bloodlines introduit les pièces des Templiers, un système d'objets à obtenir au cours des missions ou à récupérer dans l’environnement qui remplace les drapeaux du premier jeu. Ces pièces, en bronze, argent ou or, permettent d’améliorer la barre de santé d’Altaïr et la puissance de ses armes,,,. Le jeu intègre aussi un système de succès, accordant des récompenses après l’accomplissement d’objectifs spécifiques, comme éliminer un certain nombre d’ennemis consécutivement ou collecter toutes les pièces d’une zone,.
Côté armement, Altaïr dispose d’un arsenal semblable au premier opus : son épée, sa lame secrète, ses poings et jusqu'à cinq couteaux de lancer,,. Les couteaux peuvent aussi être rechargés via des boîtes à couteaux disséminées dans le repaire de la résistance. Un ajout inédit permet désormais de récupérer les couteaux usagés directement au sol, fonctionnalité absente dans les épisodes précédents. Le jeu introduit également une nouvelle technique d’assassinat discrète permettant de faire tomber les ennemis dans le vide depuis les rebords, une mécanique partagée avec Assassin's Creed II sorti à la même période. Bien que le joueur puisse éliminer des civils, le jeu décourage ce comportement en infligeant une pénalité sur la barre de santé d'Altaïr pour chaque vie innocente ôtée.
Les combats, plus nombreux que dans Assassin's Creed I et II, conservent leur rythme basé sur les contre-attaques. Les affrontements contre les boss (comme Moloch ou l’Oracle noir) bénéficient d’un traitement légèrement plus cinématographique,. L’histoire progresse par des cinématiques doublées avec sous-titres, mais les expressions faciales et mouvements sont limités en raison de la puissance de la console,. Le doubleur d’Altaïr a également changé par rapport au premier opus,.
Malgré de nombreuses limitations techniques, Bloodlines tente de proposer une expérience fidèle à l’esprit de la série, en reproduisant ses mécaniques fondamentales et en y ajoutant quelques éléments adaptés au support portable.

## Développement

### Conception

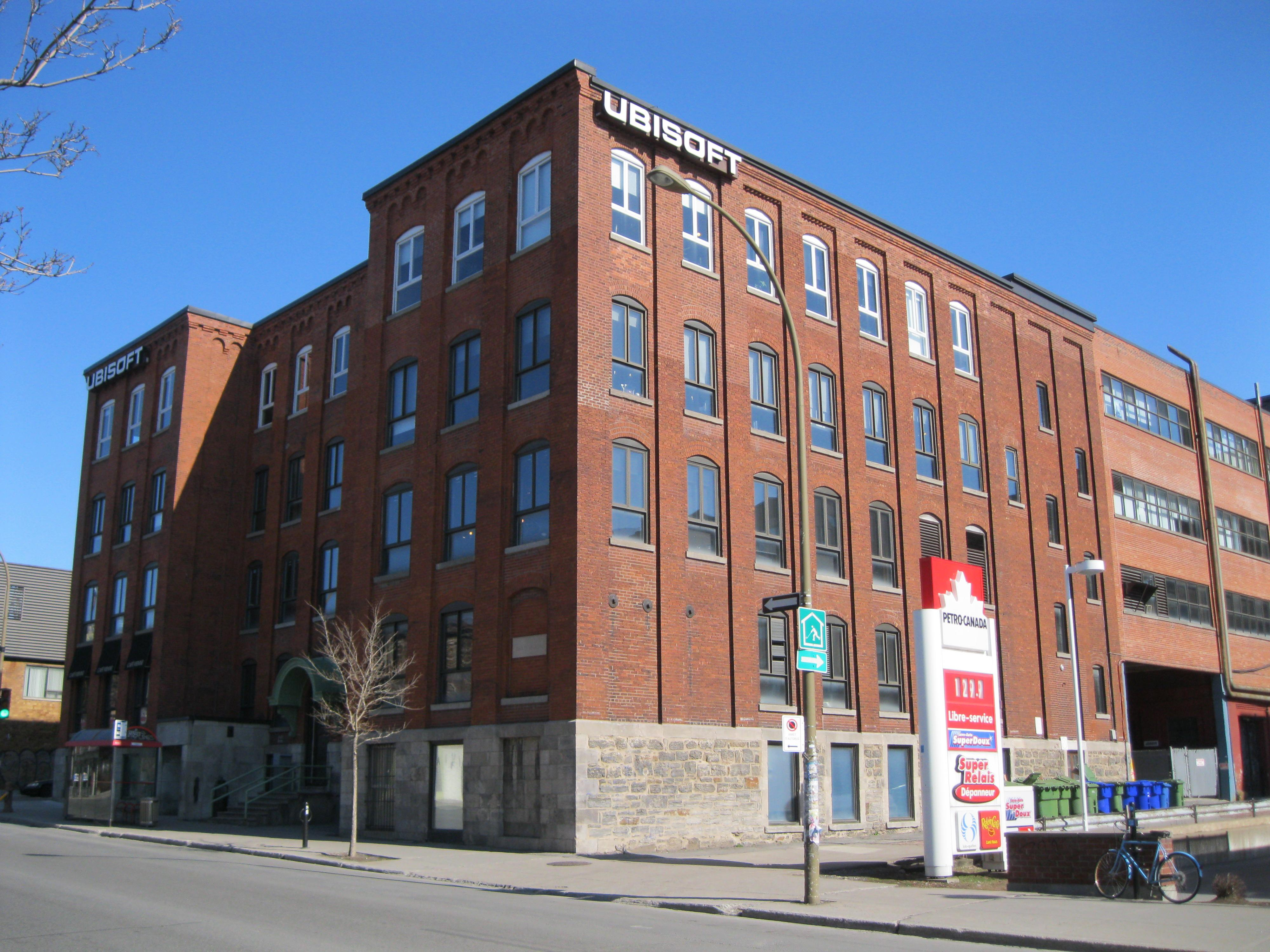
Studio d'Ubisoft Montréal.

Avant même l'annonce officielle de Bloodlines, une pétition en ligne exhorte Ubisoft à transposer la franchise Assassin's Creed sur PlayStation Portable. À l’été 2008, elle a recueilli plus de 22 000 signatures. L'auteur de la pétition soutient que la PSP dispose de la puissance nécessaire pour adapter l’univers du jeu, et affirme que la parution d'une version Nintendo DS plus tôt dans l'année est une injure pour les propriétaires de la console portable de Sony. Cet engouement et la pétition comptent parmi les raisons ayant motivé le développement de Bloodlines sur PSP,, qui est annoncé par Sony lors de sa conférence à l'E3 en juin 2009.
Le jeu est développé par Griptonite Games, spécialisé dans les portages sur consoles portables,, en format Universal Media Disc pour PlayStation Portable sous la supervision d'Ubisoft Montréal,. Le rôle principal de la direction artistique est attribué à Michael Wilcox, sous la supervision du lead artist Jack Scott Hill, tous deux travaillant au sein du studio Griptonite Games pour l’édition PSP.

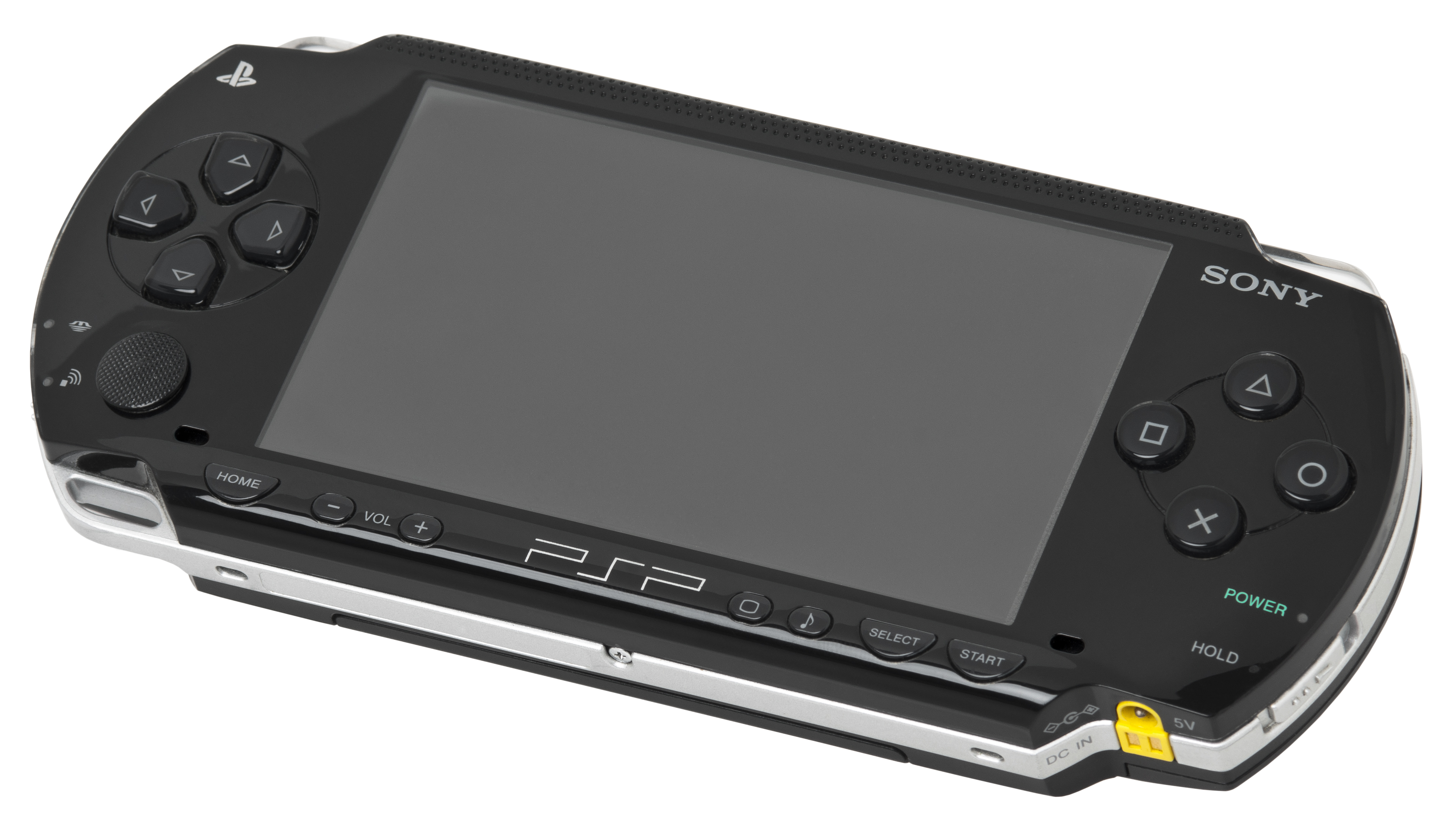
Une PlayStation Portable, la console sur laquelle le jeu est publié.

Le jeu est conçu comme un pont narratif entre Assassin's Creed et Assassin's Creed II, afin de développer la transition entre Altaïr et Ezio, et d’éclairer des éléments clés de l’univers, comme les origines du Codex. Selon le producteur Frédéric Lefrançois, Bloodlines est essentiel « si l’on veut comprendre comment Ezio est né et d’où vient le Codex »,. Le scénario est toutefois conçu pour permettre à ceux qui n'y ont pas joué de comprendre la suite de la série,. Le développement commence par une phase de prototypage, menée durant les deux premiers mois, afin de recréer fidèlement les mécaniques de free running et de combat du premier opus sur consoles de salon, tout en surmontant les contraintes techniques de la PSP, notamment l’absence d'un second stick analogique,, que les développeurs compensent en intégrant un système de contrôle de caméra via le bouton L, jugé comme la meilleure alternative,.

### Direction artistique et véracité historique
Bloodlines reprend l'esthétique des jeux principaux de la série, avec notamment des panoramas 3D détaillés, des effets de caméra (synchronisation, saut de la foi), et un rendu visuel jugé «  impressionnant pour un jeu portable » malgré les limitations techniques de la PSP,,,,. Techniquement, les environnements sont découpés en petits secteurs séparés par des écrans de chargement,. La caméra, contrôlée avec la gâchette L et les boutons frontaux, est soigneusement adaptée à l’interface PSP, bien que plusieurs revues pointent sa rigidité.
Bloodlines s’appuie sur une trame historique semi-réaliste se déroulant à Chypre à l’été 1191, après le retrait des Templiers de Terre sainte et leur installation sur l’île, acquise auprès de Richard Cœur de Lion. Le choix de ce lieu s’explique par son contexte historique troublé, marqué par la répression d’une révolte locale et les rumeurs de trésors templiers. La surface modeste de l'île, associée à sa topographie variée (villes, monts, châteaux), s’impose comme un choix stratégiquement adapté aux contraintes techniques de la PSP. Ce cadre est jugé propice pour prolonger l’histoire d’Altaïr et introduire des éléments préfigurant Assassin’s Creed II.

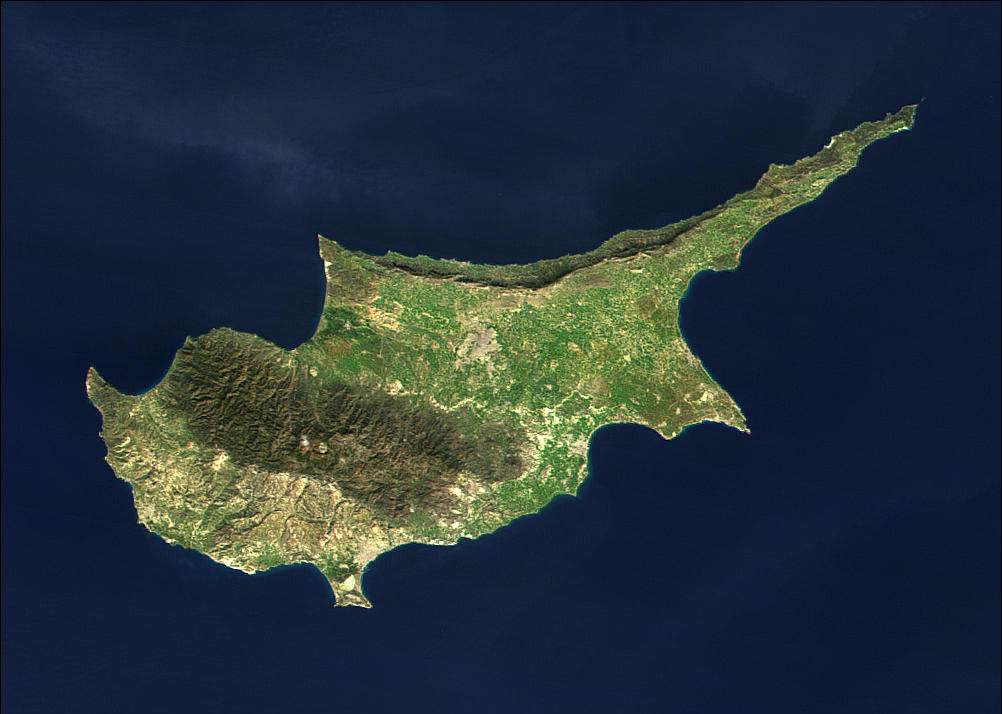
Image satellite de l'île de Chypre.

Les villes de Limassol et de Kyrenia, ainsi que les châteaux de Saint-Hilarion, de Buffavento et de Kantara, s’ancrent dans le décor médiéval réel de Chypre, même si les développeurs aménagent les lieux pour le gameplay en divisant entre autres les lieux par sections,,. L’usage du brouillard permanent évoqué par Gameblog contribue à traduire une ambiance d’époque en dissimulant les limites techniques. Les figures historiques, telles qu'Armand Bouchart sont intégrées comme antagonistes principaux, mêlant faits concrets et scénarisation fictionnelle,. Cependant, en raison de la courte durée du jeu (environ 5 h,,), et d'une histoire moins développée que celle des épisodes de la série principale, ces faits historiques sont peu nombreux,,.

### Commercialisation
Bloodlines est commercialisé à la fois en version « physique » dans une boîte comprenant un UMD et une notice de jeu, et en version dématérialisée via le PlayStation Network. Une offre groupée comprenant notamment le jeu, une console PSP (modèle « PSP-3000 ») de couleur blanche et le film Anges et Démons est également lancée en quantité limitée en Amérique du Nord ; une offre similaire existe en Europe, comprenant le jeu et une console noire. Le jeu est réédité en Europe sous le label PSP Essentials,, et en Amérique du Nord dans la gamme Greatest Hits. À partir de juin 2010, le jeu est offert à l'achat d'une PSP Go,.
Bloodlines peut se connecter à la version PlayStation 3 d'Assassin's Creed II, permettant ainsi aux joueurs de débloquer des améliorations et des objets spéciaux dans chaque jeu en partageant leur progression,,,.

## Accueil
Bloodlines reçoit un accueil globalement mitigé, avec une note moyenne de 63/100 sur Metacritic, reflétant une appréciation partagée entre faiblesse narrative et ambition technique. Le titre est généralement considéré comme une tentative méritoire de transposer l’univers d'Assassin's Creed sur PSP, mais qui n'atteint toutefois pas la profondeur des épisodes sur consoles de salon,, principalement à cause de la PSP elle-même en tant que support. Ainsi, Push Square note que « la façon dont les mécaniques familières d'Assassin's Creed ont été resserrées sur PSP est admirable, mais nous ne sommes pas convaincus que cette plateforme soit la plus adaptée à celles-ci », tandis qu'IGN estime que « les développeurs ont fait de leur mieux avec les contraintes d'un game design qui, en l'état actuel de la situation, ne peut bien fonctionner que sur grand écran ». Certains joueurs salue la fidélité de ses mécaniques tout en regrettant un manque d’originalité,,,,.
La trame narrative est jugée faible et peu inspirée. Malgré la présence plus dynamique de Maria Thorpe, le récit est qualifié de « fade », sans véritable force propre, notamment en raison de l’absence de tension narrative ou de développement marquant des personnages secondaires, et échoue dès lors à « recréer l'émerveillement » des épisodes sur consoles de salon,. Bloodlines peine à pleinement s’intégrer dans la continuité scénaristique de la série. Présenté comme un lien nécessaire entre Assassin’s Creed et Assassin’s Creed II, le jeu promettait d'éclaircir certaines zones d'ombre sur l’évolution d’Altaïr et la transmission du Codex à Ezio. Pourtant, de nombreux critiques regrettent son traitement superficiel de la méta-narration, notamment l’absence quasi totale de toute explication concernant l’Animus, les mémoires génétiques ou Desmond Miles,,,. Kotaku note que les fans seront surpris par le manque de référence à la trame temporelle moderne, laissant l’impression que Bloodlines existe dans une bulle narrative isolée, alors qu’il aurait pu approfondir les fondements de l’univers transgénérationnel de la série.
L’intelligence artificielle du jeu fait l’objet de nombreuses critiques, en particulier concernant son manque de réactivité et de complexité. Les ennemis présentent des comportements souvent prévisibles, avec peu de variation dans leurs réactions face aux actions du joueur, ce qui nuit à l’immersion et à la tension des affrontements,,,,. IGN souligne que les gardes agissent souvent de façon mécanique, sans réelle coordination, ce qui rend l’infiltration relativement simple même dans des zones fortement gardées. Ce manque de finesse contribue à une certaine monotonie du gameplay, renforcée par des missions très similaires d’un segment à l’autre (libérer un prisonnier, assassiner une cible, collecter un objet),, malgré des améliorations par rapport aux critiques des jeux précédents.
Le sound design conserve l’identité de la franchise. Les bruitages associés aux actions principales d’Altaïr, tels que les déplacements furtifs, les assassinats ou l’escalade, bénéficient d’un traitement sonore précis et reconnaissable, renforçant l’immersion malgré les limites audio de la console,. Le jeu comprend une soixantaine de pistes audio différentes.
Techniquement, le jeu est salué comme un exploit visuel sur PSP. Push Square parle d’un rendu fluide et réussi, malgré une distance d’affichage réduite et des bâtiments ayant une géométrie simplifiée, tandis que Kotaku décrit les graphismes comme « impressionnants pour un titre PSP » avec des animations soignées et un framerate stable. Toutefois, la gestion de la caméra et l’environnement parfois vide sont critiqués pour nuire à l’exploration et au parkour,,.

## Suite
Il n’existe pas de suite directe et officielle à Bloodlines. En revanche, la suite narrative des aventures d’Altaïr, y compris les conséquences de Bloodlines, est développée dans d’autres jeux et médias de la licence. La véritable suite de son parcours est présentée dans Assassin’s Creed Revelations, sorti en 2011, où le joueur incarne principalement Ezio Auditore, mais accède également à plusieurs séquences jouables retraçant les dernières années de la vie d’Altaïr,.
Bloodlines est le seul jeu de la franchise à être sorti en version portative sur PSP, précédant la sortie d'Assassin's Creed III: Liberation sur PlayStation Vita en 2012. Bloodlines fait partie des jeux rétrocompatibles avec cette dernière,,.